# 濱田佳菜
濱田 佳菜（はまだ かな、1976年4月1日 - ）は舞夢プロ所属の女優。身長163cm・体重47kg。兵庫県出身。大阪教育大学卒業。趣味は茶道・華道。

## 出演

### テレビ
- デザイナー（2005年10月-11月、TBS） - 榊原貴子役
- 国盗り物語（2005年1月2日、テレビ東京）
- ドレミソラ（2002年7月‐9月、MBS） - 嘉村侑子役
- 古都の恋歌（MBS）
- いのちの現場から5・6（MBS）
- 京都・隠岐殺人事件（MBS）
- 家族善哉（MBS）
- 暖流（2007年4月-6月、毎日放送、TBS） - 山本美里役

### 映画
- ミナミの帝王17
- オリヲン座からの招待状

| スタブアイコン | サブスタブ | この項目は、まだ閲覧者の調べものの参照としては役立たない、俳優（男優・女優）に関連した書きかけの項目です。この項目を加筆・訂正などしてくださる協力者を求めています（P:映画/PJ芸能人）。 |